# ティルチラーパッリ包囲戦 (1741年)
ティルチラーパッリ包囲戦（英語：Siege of Tiruchirappalli）は、1741年1月から同年3月にかけて、ティルチラーパッリにおいてマラーター同盟のボーンスレー家の当主ラグージー・ボーンスレーとカルナータカ太守の一族チャンダー・サーヒブとの間に勃発した戦い。

## 戦闘に至る経緯
1740年4月、マラーター王国の要請を受けたボーンスレー家当主ラグージー・ボーンスレーはカルナータカ地方政権の領土に攻め入り、5月20日に首都アルコット近郊で太守ドースト・アリー・ハーンの軍勢を破り、アルコットを占領した。
そののち、太守の息子サフダル・アリー・ハーンと娘婿チャンダー・サーヒブとの間で太守位をめぐる争いが起き、前者がラグージー・ボーンスレーの援助を受け、11月16日に太守となった。
一方、敗れたチャンダー・サーヒブはアルコットから南のティルチラーパッリへと逃げ、ティルチラーパッリ城に籠城し、ラグージー・ボーンスレーはタンジャーヴール・マラーター王国の支援も得て彼を追った。

## 包囲戦
1741年1月16日、ラグージー・ボーンスレー率いるマラーター軍はティルチラーパッリを包囲し、チャンダー・サーヒブも籠城の構えを崩すことはなかった。
チャンダー・サーヒブはフランスポンディシェリーに家族を避難させていたが、自身はマラーター側によるティルチラーパッリの綿密な封鎖により、食糧などの物資不足に苦しむこととなった。
そして、3月26日、チャンダー・サーヒブはティルチラーパッリを出て降伏し、マラーター側に捕縛された。

## その後の経過
チャンダー・サーヒブは捕えられたのち、マラーター王国の首都サーターラーへと送還され、ラグージー・ボーンスレーはもまたナーグプルへと帰還した。
その後、ティルチラーパッリを統治するため、マラーター本国からムラーリー・ラーオ・ゴールパデーが送られ、この地を治めることとなった。
1742年10月3日、太守となっていたサフダル・アリー・ハーンは暗殺され、その息子サアーダトゥッラー・ハーン2世が即位したが、デカン地方のニザーム王国がこれに介入し、1743年にマラーターの支配していたティルチラーパッリに兵が送られた（ティルチラーパッリ包囲戦）。